# Josef Vančura
Josef Vančura (* 21. Februar 1870 in Lišov, Österreich-Ungarn; † 26. Mai 1930 in Mariánské Lázně) war ein tschechischer Rechtshistoriker und Papyrologe.

## Leben
1893 wurde er an der Karls-Universität Prag promoviert und 1898 habilitiert. Er war seit 1909 Professor für römisches Recht an der Prager Universität. Er gilt als Begründer der Papyrologie in Tschechien. Ab 1925 war er Mitglied der Tschechischen Akademie der Wissenschaften und Künste. Im Jahr 1926/1927 fungierte er als Rektor der Universität.
Vančura war zeitlebens ein passionierter Schachspieler und -komponist. Aus seiner Ehe mit Matilda Vančura stammte sein gleichnamiger Sohn Josef Vančura (1898–1921), der durch seine Schachkompositionen (Studien) bekannt wurde.

## Schriften (Auswahl)
- Agrární právo římské republiky. Prag 1908
- Exekuční listiny dle práva papyru (Exekutionsurkunden nach dem Recht der Papyri). Prag 1915
- Úvod do studia soukromého práva římského. Prag 1923